# Acanthocyclops propinquus
Acanthocyclops propinquus – gatunek widłonoga z rodziny Cyclopidae. Opisał go w 1957 roku rumuński zoolog Corneliu Pleșa, nadając mu nazwę Acanthocyclops reductus propinquus.